# Michael Funke
Michael Funke (Meerbusch, 26 september 1969) is een Duits autocoureur.

## Career
Funke eindigde als derde in de Duitse Touring Car Challenge in 1999 en 2000 en werd tweede in 2001. Dit kampioenschap werd hernoemd naar de DMSB Produktionswagen Meisterschaft in 2004, waar Funke als derde eindigde voor het team Hotfiel Sport.
Hotfiel stapte in 2005 over naar het nieuwe WTCC-kampioenschap, waar Funke test- en reserverijder was. In de laatste vijf raceweekenden van het seizoen verving hij Thomas Jäger, met als beste resultaat een tiende positie in de tweede race in Oschersleben.
Funke heeft sindsdien in de ADAC GT Masters gereden.